# Søren Brun
Søren Brun (engelsk: Charlie Brown) er hovedpersonen i Radiserne af Charles M. Schulz. Søren Brun optræder som den evigt uheldige dreng, der kun sjældent oplever succes.
Søren Brun optrådte i seriens første stribe fra oktober 1950. I en stribe fra november 1950 oplyste Søren Brun, at han var 4 år, men som årene gik blev han lidt ældre, og i 1979 oplyste Søren Brun i en stribe, at han var 8½ år gammel.
Søren Brun har hunden Nuser og er storebror til Nina.